# Kloster Koronowo
Das Kloster Koronowo (Corona Mariae, deutsch: Krone Marias) ist eine ehemalige Zisterzienserabtei in Polen. Es liegt in der Woiwodschaft Kujawien-Pommern (Kujawsko-Pomorskie), 24 km nördlich von Bydgoszcz (früher Bromberg), in der Gemeinde Koronowo (Krone an der Brahe).

## Geschichte
Kloster Koronowo wurde als Tochter von Kloster Sulejów, das wiederum eine Tochter der Primarabtei Morimond war, im Jahr 1256 durch den Herzog von Kujawien zunächst in Byszew (Gmina Koronowo) gegründet, möglicherweise aber später Kloster Leubus unterstellt. 1288 wurde es nach Smeysche (jetzt Koronowo) verlegt. Das Kloster wurde 1833 (nach anderen Angaben schon 1819) aufgehoben.

## Bauten und Anlage

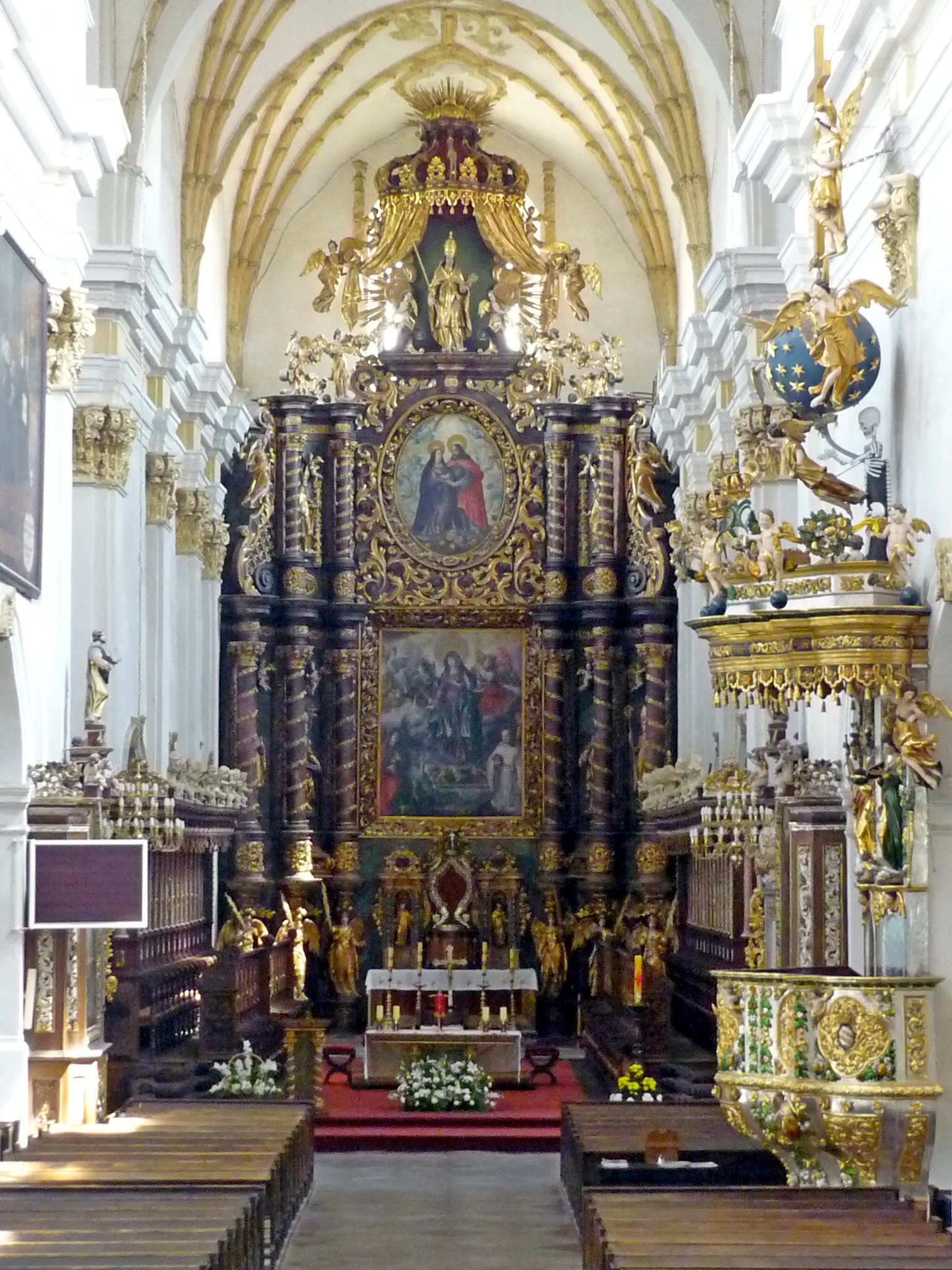
Der Hochaltar

Die Kirche, mit deren Bau 1289 begonnen wurde, ein gotischer Ziegelbau, ist eine dreischiffige kreuzförmige Basilika. Presbyterium und nördliche Langhauswand stammen noch vom Ende des 13. Jahrhunderts. Das Langhaus ist mit dreiseitig geschlossenen Kapellen besetzt. Die Ostseite des dreischiffigen Chors ist geradlinig geschlossen. Die Kirche ist mit Kreuz- und Sterngewölben aus dem 14. Jahrhundert gewölbt, die denen der Kirche in Pelplin verwandt sind (Dehio). Die Kirche wurde in der zweiten Hälfte des 17. Jahrhunderts teilweise erneuert. Das betraf neben der Barockisierung der Fenster insbesondere den Dachreiter. Im Mittelschiff wurde ein Tonnengewölbe eingezogen. Eine Restaurierung erfolgte zum Ende des 19. Jahrhunderts. Die Kirche wurde 2010 durch Papst Benedikt XVI. in den Rang einer Basilica minor erhoben.
Die Klausur liegt rechts von der Kirche. Sie stammt aus dem 17. und 18. Jahrhundert, ebenso das barocke Abtshaus.